# Jiří Kajínek
Jiří Kajínek (ur. 11 stycznia 1961 w Prachovicach, powiat Chrudim) – czeski przestępca i płatny zabójca, znany ze spektakularnych ucieczek z więzień, skazany na dożywotnie pozbawienie wolności za zabójstwo przedsiębiorcy z Pilzna Štefana Jandy (27 l.) i jego ochroniarza Juliána Pokoša (30 l.) oraz usiłowanie zabójstwa drugiego ochroniarza Vojtěcha Pokoša (25 l.).

## Zbrodnia
Do morderstw doszło w Pilźnie nieopodal więzienia Bory, ok. godz 20:00, w dniu 30 maja 1993. Według zeznań V. Pokoša, który ciężko ranny przeżył zamach dzięki szybkiej pomocy lekarskiej, Kajínek oddał 12 strzałów do samochodu marki Mazda, którym jechały ofiary.
Śledztwo wykazało, że Kajínka najął do dokonania zabójstwa Š. Jandy praski biznesmen Antonín Vlasák, od którego Janda domagał się zwrotu długów. Za wykonanie zlecenia Kajínek otrzymał 100 tys. koron.
Kajínek został aresztowany 8 lutego 1994 na jednej z praskich ulic, gdy pakował do bagażnika swego mercedesa 3 karabiny, 8 pistoletów, strzelbę myśliwską i ponad 10 tys. sztuk amunicji. Policjanci znaleźli przy nim także pistolet z tłumikiem z którego, jak się później okazało, dokonano obu zabójstw. Do zbrodni Kajínek jednak nigdy się nie przyznał, ani w trakcie przesłuchań, ani przed sądem w Pilźnie, podczas trwającego przez ponad 4 lata procesu.
Przed sądem zeznawało 56 świadków i 10 biegłych sądowych. Głównym świadkiem oskarżenia był V. Pokoš, który podtrzymał swoje zeznania, wskazujące na Kajínka jako sprawcę morderstw.
23 czerwca 1998 Kajínek został skazany na dożywotnie pozbawienie wolności. Wyrok sądu wraz z uzasadnieniem liczył 130 stron.

## Działalność przestępcza
Jiŕi Kajínek miał pierwsze problemy z prawem w 1974 jako nieletni. Do więzienia trafił w 1982 za włamania do domków letniskowych. W 1985 ponownie został skazany na 11 lat; za włamania, nielegalne posiadanie broni, pobicie policjanta i kradzież radiowozu. Po amnestii z roku 1990 wyszedł na wolność, lecz wkrótce otrzymał kolejny wyrok: 7 lat za włamania.

## Ucieczki
18 stycznia 1993 Kajínek otrzymał kilkudniową przepustkę z więzienia, z której już nie powrócił, a 4 miesiące później miał popełnić  zarzucane mu zabójstwa, za które został później skazany na dożywotnie pozbawienie wolności.
W lipcu 1994 uciekł z aresztu w Czeskich Budziejowicach, został jednak schwytany tego samego dnia nad pobliską rzeką.
11 września 1996 próbował uciec z więzienia w Valdicach. Po 20-minutowych poszukiwaniach został odnaleziony na dachu jednego z budynków gospodarczych zakładu karnego i odprowadzony z powrotem do celi. Na wiosnę 1997 w czasie konwojowania oskarżonego na jedną z rozpraw policyjny samochód z brygadą antyterrorystyczną zderzył się z BMW, którego kierowca wymusił pierwszeństwo na skrzyżowaniu. Na miejscu zginęły dwie kobiety jadące BMW, a kilka osób zostało ciężko rannych.

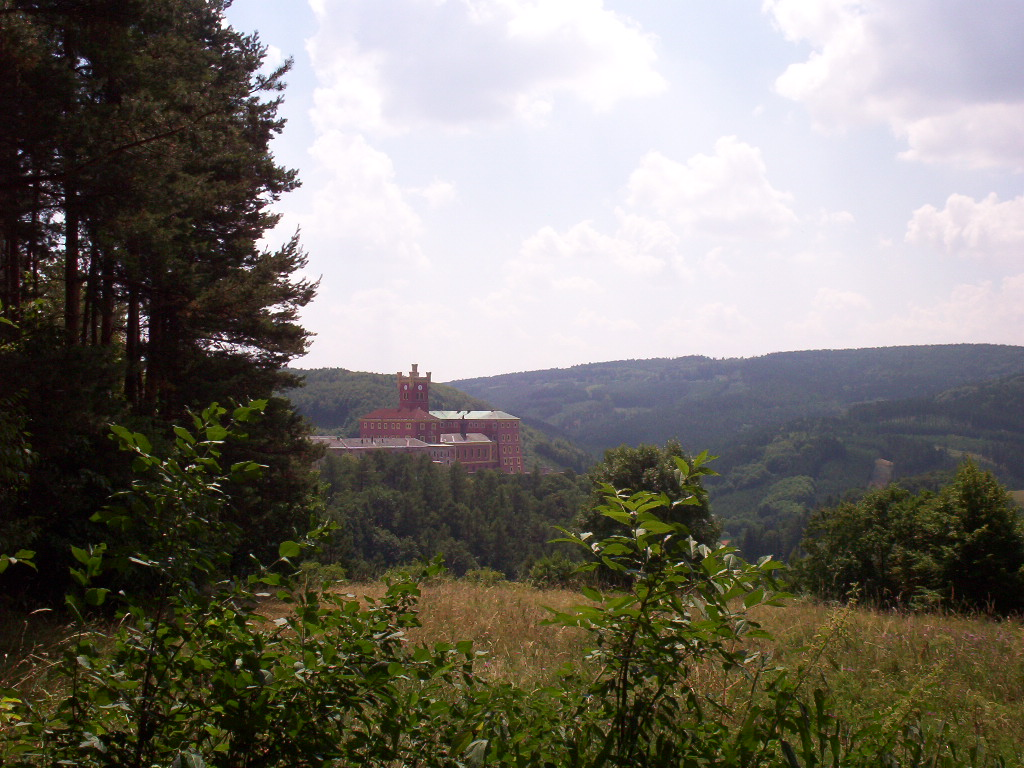
Więzienie w Mírovie

Po uprawomocnieniu się wyroku dożywotniego pozbawienia wolności Kajínek został przewieziony do przeznaczonego dla takich skazanych więzienia w Mírovie, skąd 29 października 2000 dokonał kolejnej ucieczki. W godzinach wieczornych wyłamał nadpiłowane wcześniej kraty w oknie celi, następnie przerzucił obciążony sznur za pobliski mur więzienia i po nim, na oczach strażników, przedostał się na zewnątrz. Natychmiastowa akcja pościgowa służby więziennej i policji nie przyniosła rezultatu. Został zatrzymany przez brygadę antyterrorystyczną dopiero 8 grudnia 2000, w mieszkaniu żony innego skazanego na dożywotnie pozbawienie wolności więźnia z Mírova. Zaskoczony równoczesnym wejściem policjantów przez balkon i drzwi, śpiący nago Kajínek nie zdążył użyć gotowego do strzału pistoletu i  granatu. Skuty kajdankami powiedział do policyjnej kamery: „W tym kraju nie ma szans na sprawiedliwość”.

## Wątpliwości co do winy
Po ucieczce z roku 2000 przez czeskie media przetoczyła się fala spekulacji i wątpliwości co do winy Kajínka. Podejrzewano spisek policji, która jakoby miała stać za zabójstwami i następnie skierowała podejrzenia na Kajínka. Wśród części opinii publicznej panuje przekonanie, że jest on niewinny, istnieje strona internetowa zrzeszająca osoby domagające się uwolnienia J. Kajínka, który w wywiadach dla mediów zapewnia o swej niewinności. Do tej pory jednak wszystkie jego wnioski o powtórny proces sądy odrzucają. Także czeski Sąd Najwyższy oddalił rewizję wniesioną na korzyść Kajínka przez ministra sprawiedliwości.
Miloš Zeman, tuż po wygraniu wyborów prezydenckich w styczniu 2013, zapowiedział wznowienie procesu Kajínka.
23 maja 2017 Kajínek został ułaskawiony przez prezydenta Miloša Zemana.